# جون كوين
جون كوين (بالإنجليزية: John Quinn)‏ هو سياسي أمريكي، ولد في 9 أغسطس 1839 في نيويورك في الولايات المتحدة، وتوفي بنفس المكان في 23 فبراير 1903. حزبياً، نشط في الحزب الديمقراطي. وقد انتخب عضو جمعية ولاية نيويورك وانتخب عضو مجلس النواب الأمريكي.